# Politisches System Lesothos

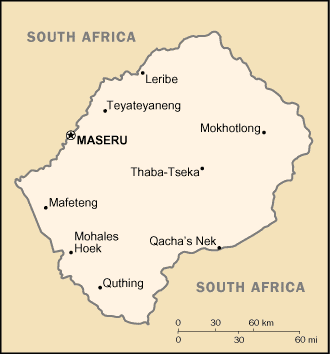
Karte Lesothos

Das politische System Lesothos wird vor allem durch die Verfassung des Königreichs Lesotho geregelt.

## Verfassung
Die gültige Verfassung stammt vom 2. April 1993; sie entstand nach dem Ende einer mehrjährigen Militärdiktatur. Im Jahr 1998 wurde sie teilweise verändert. Sie legt die Staatsform des Landes als parlamentarische Monarchie mit Zweikammerparlament fest. Ebenso ist die Gewaltenteilung festgeschrieben und ein unabhängiges Justizsystem garantiert.
In der Verfassung werden außerdem die Menschenrechte, etwa Rede-, Presse- und Versammlungsfreiheit, Religionsfreiheit, das Recht auf persönliche Freiheit, Schutz vor Zwangsarbeit und der Schutz der Privatsphäre und des privaten Eigentums, garantiert.

## Exekutive

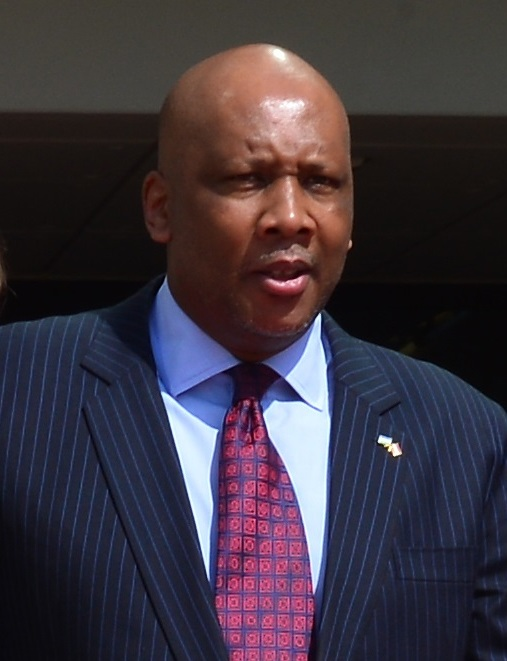
Letsie III.

Staatsoberhaupt ist der König (englisch King bzw. Sesotho motlotlehi), seit 1996 Letsie III. Er hat jedoch nur repräsentative Aufgaben. Die Monarchie ist erblich, zusätzlich kann aber nach einem traditionellen Gesetz durch den Rat der barena (College of Chiefs) bestimmt werden, wer der Nachfolger eines verstorbenen Königs wird. Dies tritt in Kraft, falls der Nachfolger noch minderjährig ist oder die Thronfolge unklar ist. Auch die Absetzung des Königs kann von diesem Rat verfügt werden. In der Vergangenheit gab es mehrfach Versuche, die Rolle des Königs zu stärken, die jedoch scheiterten.

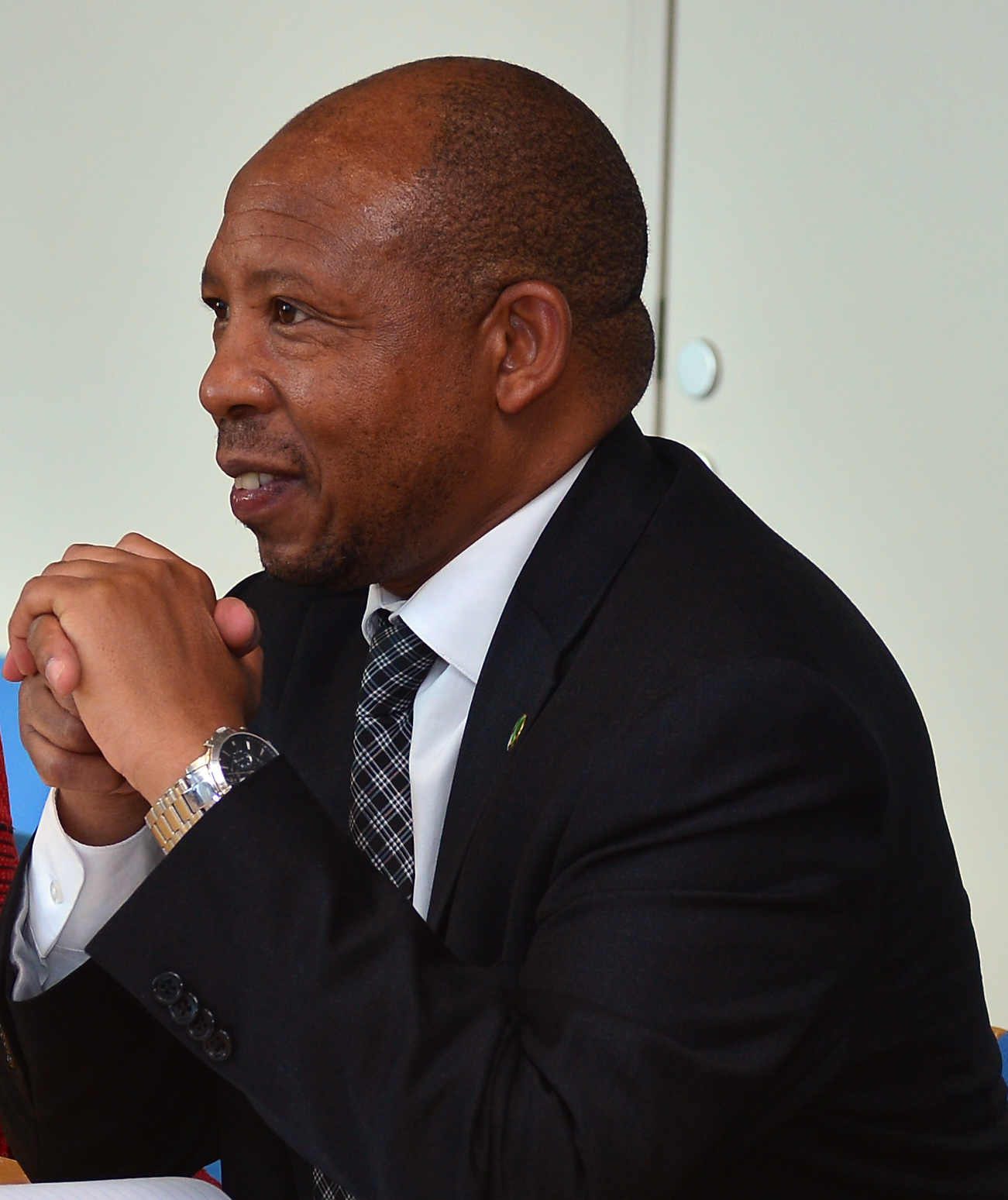
Moeketsi Majoro

Die Regierung wird vom Premierminister (Prime Minister) geleitet, seit 2020 Moeketsi Majoro (All Basotho Convention, ABC). Er ist gewählt, wenn sich mehr als die Hälfte der Abgeordneten der Nationalversammlung zu einer Regierung unter seiner Führung bekennt. Im Falle Majoros geschah dies etwa in der Mitte der Legislaturperiode.

## Legislative
Die gesetzgebenden Kammern sind die Nationalversammlung (National Assembly) und der Senat (Senate), beide in der Hauptstadt Maseru.
Der Senat besteht aus 33 Mitgliedern, darunter den 22 nach dem König wichtigsten traditionelle Herrschern (Principal Chiefs) und elf Mitgliedern, die vom König im Auftrag des Council of State ernannt werden. Die traditionellen Herrscher sind Nachfahren des Gründers des Basotho-Volkes, Moshoeshoe I., und vererben ihren Sitz im Senat an ihre Nachfahren. Die übrigen elf Mitglieder des Senats werden vom König auf Vorschlag der Regierung bestimmt. Dem Senat steht der Präsident (President) vor, der vom Senat gewählt wird. Hauptaufgabe des Senats gemäß der Verfassung ist die Revision und Überprüfung von Gesetzesvorlagen, die aus der Nationalversammlung kommen, aber auch der Entwurf von Gesetzen.
Die zweite Kammer, die Nationalversammlung, wird direkt vom Volk in allgemeiner, freier, gleicher und geheimer Wahl gewählt. Eine Legislaturperiode dauert planmäßig fünf Jahre. Seit 2007 hat das Unterhaus 120 Sitze, von denen 80 in Mehrheitswahl und 40 über Verhältniswahl gewählt werden (Mixed-Member Proportional). Dabei werden die 40 Sitze an Parteien vergeben, die – bezogen auf die 120 Sitze – unterproportional viele Abgeordnete nach dem Mehrheitswahlrecht erhalten haben. Es gibt keine Sperrklausel. Der Vorsitzende (speaker) der Nationalversammlung wird von der stärksten Fraktion bestimmt. Nachwahlen ergeben sich bei Ausscheiden eines direkt gewählten Abgeordneten; bei einem nach Verhältniswahlrecht gewählten Parlamentarier rückt ein Mitglied von dessen Parteiliste nach.
Durch das Wahlsystem, das ursprünglich die dominierende Stellung einer Partei verhindern sollte, kommt es seit 2012 zu Koalitionsregierungen.
Die Nationalversammlung setzt sich seit den Wahlen 2017 wie folgt zusammen:
- All Basotho Convention: 51 Sitze
- Democratic Congress: 30 Sitze
- Lesotho Congress for Democracy: 11 Sitze
- Alliance of Democrats: 9 Sitze
- Movement for Economic Change: 6 Sitze
- Basotho National Party: 5 Sitze
- Popular Front for Democracy: 3 Sitze
- Reformed Congress of Lesotho: 1 Sitz
- National Independent Party: 1 Sitz
- Marematlou Freedom Party: 1 Sitz
- Basotho Congress Party: 1 Sitz
- Democratic Party of Lesotho: 1 Sitz

Die Anzahl der registrierten Parteien beträgt rund 25 (Stand 2017).
2019 einigten sich die größeren Parteien unter dem Druck der SADC auf die Bildung der überparteilichen National Legislative Reform Authority, die innerhalb eines Zeitrahmens Vorschläge zu grundsätzlichen Reformen ausarbeiten soll.

## Judikative
Das Rechtssystem in Lesotho basiert, ebenso wie das Südafrikas, auf einer Mischform aus dem angloamerikanischen System des Common Law und dem Roman Dutch Law, einem Gemeinen Recht niederländischer Prägung, das sich vom Römischen Recht herleitet. Daneben gibt es das traditionelle Recht der Laws of Lerotholi, etwa im Erbrecht.
Die Justiz des Landes ist gemäß der Verfassung überparteilich und unabhängig. Das Oberste Gericht (High Court) in Maseru wird von einem Vorsitzenden (Chief Justice) geleitet, der vom König auf Weisung des Premierministers vorgeschlagen wird. Der High Court kann auch als Verfassungsgericht amtieren. Untergeordnet sind lokale Gerichte, vorwiegend in den Städten, und traditionelle Gerichte, die hauptsächlich in ländlichen Gebieten existieren. Der Court of Appeal (etwa „Berufungsgericht“) befindet sich ebenfalls in der Hauptstadt. Es besteht aus dem President und weiteren Richtern und kann Beschlüsse des High Court aufheben.

## Staatsrat (Council of State)
Der Staatsrat dient offiziell dazu, den König zu beraten. Der König ist Vorsitzender. Weitere Mitglieder sind:
- der Premierminister
- der Speaker der Nationalversammlung
- zwei Richter oder ehemalige Richter des High Court oder Court of Appeal
- der Attorney-General
- der Kommandeur der Lesotho Defence Force
- der Commissioner of Police
- ein Principal Chief
- zwei führende oppositionelle Abgeordnete der Nationalversammlung
- drei weitere benannte Personen
- ein selbstständig praktizierender Jurist[1]

## Weitere von der Verfassung vorgegebene Gremien und Amtsträger auf nationaler Ebene
- Das College of Chiefs besteht aus den 22 Principal Chiefs.[5]
- Die Independent Electoral Commission (etwa „Unabhängige Wahlkommission“) ist ein unabhängiges, vom König auf Vorschlag des Council of State ernanntes Gremium zur Durchführung der Wahlen.
- Der Attorney-General ist der oberste Rechtsberater der Regierung. Er wird vom König auf Vorschlag des Premierministers ernannt.
- Der Director of Public Prosecution („Direktor der Staatsanwaltschaft“) ist der oberste Staatsanwalt des Landes.
- Der Auditor-General, der oberste Rechnungsprüfer des Landes, wird ebenfalls vom König auf Vorschlag des Premierministers eingesetzt.[1]

## Kommunale Ebene

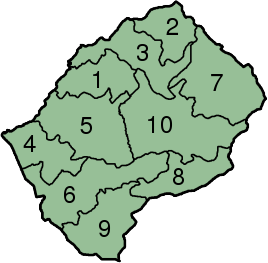
Distrikte Lesothos

Lesotho ist in zehn Distrikte aufgeteilt, die wiederum in Community Councils gegliedert sind.
Kommunalwahlen fanden zuletzt im Jahr 2017 statt. Dabei wurden elf Urban Councils, 65 Community Councils und 77 Councils gewählt. Die Wahlen finden alle fünf oder sechs Jahre statt und wurden erstmals 2005 durchgeführt.

## Mitgliedschaften in internationalen Organisationen
Lesotho ist Mitglied in verschiedenen regionalen Organisationen wie der Entwicklungsgemeinschaft für das südliche Afrika (englisch: Southern African Development Community, SADC) und der Zollunion des Südlichen Afrikas (Southern African Customs Union, SACU). Des Weiteren ist Lesotho heute unter anderem Mitglied der UNO, der Afrikanischen Union (AU) und des Commonwealth. Alle westlichen Staaten unterhalten diplomatische Beziehungen zu Lesotho, nur wenige haben einen ständigen Botschaftssitz im Land.

## Weitere Faktoren
- Die Lesotho Defence Force (LDF) dient der Landesverteidigung, hat aber – teils unter anderem Namen – in der Geschichte des Landes schon mehrfach in die Politik eingegriffen, gelegentlich auch die Macht übernommen.
- Die Southern African Development Community (SADC), zu dessen Mitgliedern Lesotho gehört, griff mehrfach korrigierend in die politischen Abläufe des Landes ein. Dabei kam es 1998 zu militärischen Handlungen. 2016 zwang die von der SADC einberufene Phumaphi-Kommission Lesotho zu politischen Änderungen.
- Ein Machtfaktor sind ausländische Regierungen; neben dem einzigen Nachbarland Südafrika sind dies vor allem die Vereinigten Staaten, die etwa zur Durchsetzung der Forderungen der Phumaphi-Kommission die Mitgliedschaft im Handelsabkommen African Growth and Opportunities Act (AGOA) als Druckmittel nutzten.[7]
- Schließlich spielen die Kirchen, vor allem die römisch-katholische Kirche, sowie Nichtregierungsorganisationen wie Work for Justice eine informelle Rolle im politischen Geschehen des Landes.